# Waardpolder

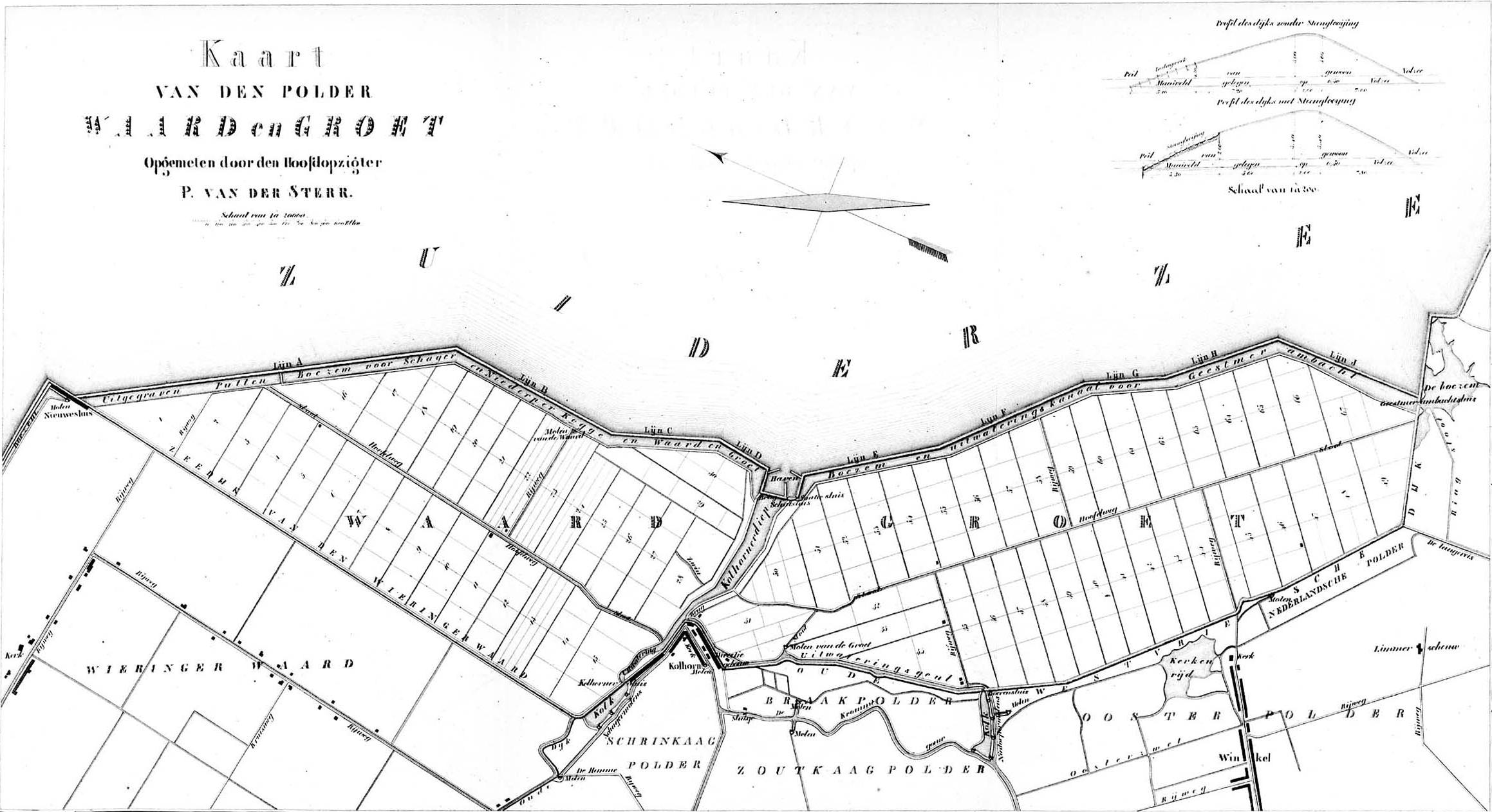
Waardpolder (links) en Groetpolder (rechts). 1849.

Waardpolder is een polder in de gemeente Hollands Kroon, in de provincie Noord-Holland.
De Waardpolder werd in 1834 ingepolderd. In de polder werden restanten van dijken gevonden, waaronder een onderdeel van de weg van Paludanus uit waarschijnlijk de 10e eeuw. De dijkweg werd nadat de zee de diverse andere dijken had doorbroken een belangrijke plek voor de grootschalige zoutwinning uit turf en later uit zeegras, vermoedelijk zo rond de 13e eeuw.
De polder is tegenwoordig vooral bekend van het Ecostroomwindpark Waardpolder. Het kent 19 windturbines en werd in oktober 1997 geopend. Het kwam twee keer landelijk in het nieuws. De eerste maal in 2000, toen er een molen was gebroken. Daarna heeft het park twee jaar stilgelegen. De tweede maal was op 26 oktober 2004, toen vlogen bij een van de molens de wieken en de tandwielkast eraf en kwamen neer in een weiland. Opnieuw werd het park een periode stilgelegd, maar ditmaal werd het park al na een paar weken weer in bedrijf gesteld.